# Taponas
Taponas és un municipi francès situat al departament del Roine i a la regió d'Alvèrnia-Roine-Alps. L'any 2012 tenia 930 habitants.

## Demografia

### Població
El 2007 la població de fet de Taponas era de 833 persones. Hi havia 291 famílies de les quals 39 eren unipersonals (13 homes vivint sols i 26 dones vivint soles), 91 parelles sense fills, 144 parelles amb fills i 17 famílies monoparentals amb fills.
La població ha evolucionat segons el següent gràfic:
Habitants censats

### Habitatges
El 2007 hi havia 310 habitatges, 292 eren l'habitatge principal de la família, 9 eren segones residències i 9 estaven desocupats. 291 eren cases i 18 eren apartaments. Dels 292 habitatges principals, 255 estaven ocupats pels seus propietaris, 32 estaven llogats i ocupats pels llogaters i 5 estaven cedits a títol gratuït; 11 tenien dues cambres, 26 en tenien tres, 88 en tenien quatre i 167 en tenien cinc o més. 257 habitatges disposaven pel capbaix d'una plaça de pàrquing. A 110 habitatges hi havia un automòbil i a 173 n'hi havia dos o més.

### Piràmide de població
La piràmide de població per edats i sexe el 2009 era:
| Homes | Edats   | Dones |
| ----- | ------- | ----- |
| 0     | 95 o +  | 0     |
| 0     | 90 a 94 | 4     |
| 0     | 85 a 89 | 0     |
| 8     | 80 a 84 | 0     |
| 0     | 75 a 79 | 8     |
| 28    | 70 a 74 | 8     |
| 4     | 65 a 69 | 12    |
| 20    | 60 a 64 | 20    |
| 8     | 55 a 59 | 20    |
| 16    | 50 a 54 | 12    |
| 20    | 45 a 49 | 8     |
| 24    | 40 a 44 | 12    |
| 40    | 35 a 39 | 32    |
| 12    | 30 a 34 | 28    |
| 20    | 25 a 29 | 12    |
| 8     | 20 a 24 | 4     |
| 12    | 15 a 19 | 8     |
| 24    | 10 a 14 | 32    |
| 28    | 5 a 9   | 24    |
| 12    | 0 a 4   | 28    |

## Economia
El 2007 la població en edat de treballar era de 518 persones, 386 eren actives i 132 eren inactives. De les 386 persones actives 363 estaven ocupades (190 homes i 173 dones) i 22 estaven aturades (5 homes i 17 dones). De les 132 persones inactives 48 estaven jubilades, 52 estaven estudiant i 32 estaven classificades com a «altres inactius».

### Ingressos
El 2009 a Taponas hi havia 294 unitats fiscals que integraven 889 persones, la mediana anual d'ingressos fiscals per persona era de 17.973 €.

### Activitats econòmiques
Dels 25 establiments que hi havia el 2007, 3 eren d'empreses de fabricació d'altres productes industrials, 8 d'empreses de construcció, 3 d'empreses de comerç i reparació d'automòbils, 3 d'empreses de transport, 3 d'empreses d'hostatgeria i restauració, 2 d'empreses financeres, 2 d'empreses de serveis i 1 d'una empresa classificada com a «altres activitats de serveis».
Dels 9 establiments de servei als particulars que hi havia el 2009, 1 era un taller de reparació d'automòbils i de material agrícola, 2 paletes, 1 guixaire pintor, 3 fusteries, 1 lampisteria i 1 restaurant.
L'únic establiment comercial que hi havia el 2009 era una llibreria.
L'any 2000 a Taponas hi havia 12 explotacions agrícoles.

## Equipaments sanitaris i escolars
El 2009 hi havia una escola elemental.

## Poblacions properes
El següent diagrama mostra les poblacions més properes.